# Płytka półksiężycowata
Płytka półksiężycowata (łac. lunula) – jedna z płytek budujących głowę muchówek.
Płytka półksiężycowata występuje często u muchówek łękorysych. Ulokowana jest między szwem poprzecznym, wykształconym u tej grupy w szew łukowaty, a nasadami czułków.